# 안남고등학교
안남고등학교(安南高等學校)는 대한민국 인천광역시 계양구 작전동에 있는 공립 고등학교이다.

## 학교 연혁
- 2004년 1월 5일 : 안남고등학교 설립인가(인천광역시 조례 3716호)
- 2004년 3월 1일 : 초대 이경호 교장 취임
- 2004년 3월 3일 : 제1회 입학식 423명 입학 (남 7학급, 여 5학급)
- 2007년 2월 14일 : 제1회 졸업식 386명 졸업
- 2019년 3월 1일 : 행복배움학교 지정
- 2022년 3월 7일 : 학점제형 공간조성
- 2024년 2월 7일 : 제18회 졸업식(168명) [졸업생 누계 4,979명]
- 2024년 3월 1일 : 제7대 박창이 교장 취임
- 2024년 3월 4일 : 입학식 186명(남 4학급, 여 3학급)

## 참고 자료
- 안남고등학교 - 한국교육학술정보원 학교알리미